# Benjamin Thomsen
Pour les articles homonymes, voir Thomsen.
Benjamin Thomsen, né le 25 août 1987 à Invermere (Canada), est un skieur alpin canadien, spécialiste des épreuves de descente, super G et super combiné.

## Biographie
Thomsen fait ses débuts en coupe du monde de ski alpin en fin de saison 2010 à l'occasion de la descente de Kvitfjell. Pendant deux ans, malgré une trentaine d'engagements dans des épreuves de Coupe du monde, son meilleur résultat reste une seizième place obtenue le 18 décembre 2010 lors de la descente de Val Gardena.
Le 4 février 2012, il décroche son premier top dix en terminant cinquième de la descente de Chamonix. Une semaine plus tard, il signe son premier podium en Coupe du monde grâce à une deuxième place à la descente de Sotchi.
Aux Jeux olympiques d'hiver de 2014, il est 19e de la descente, tandis qu'il est 28e aux Jeux olympiques d'hiver de 2018 à Pyeongchang.
Il obtient son meilleur résultat en grand championnat aux Championnats du monde 2019, lorsqu'il termine septième de la descente. Cet hiver, il se classe aussi sixième de la prestigieuse descente de Kitzbühel, pour son dernier top dix en Coupe du monde.

## Palmarès

### Jeux olympiques
| Épreuve / Édition   | Descente | Super G | Slalom géant | Slalom | Combiné |
| JO 2014 Sotchi      | 19e      | —       | —            | —      | —       |
| JO 2018 Pyeongchang | 28e      | —       | —            | —      | Abandon |

Légende :
- — : n'a pas participé à cette épreuve

### Championnats du monde
| Épreuve / Édition                 | Descente | Super G | Slalom géant | Slalom | Combiné |
| Mondiaux 2011 Garmisch            | 18e      | 19e     | —            | —      | —       |
| Mondiaux 2013 Schladming          | 17e      | 19e     | —            | —      | —       |
| Mondiaux 2015 Vail - Beaver Creek | 18e      | 27e     | —            | —      | —       |
| Mondiaux 2019 Åre                 | 7e       | 17e     | —            | —      | —       |

Légende :
- — : n'a pas participé à cette épreuve

### Coupe du monde
- Meilleur classement général : 42e en 2012.
- 1 podium.

#### Classements par saison
| Saison / Classement | Saison / Classement | Général | Général | Descente | Descente | Super G | Super G | Slalom géant | Slalom géant | Slalom | Slalom | Combiné | Combiné |
| ------------------- | ------------------- | ------- | ------- | -------- | -------- | ------- | ------- | ------------ | ------------ | ------ | ------ | ------- | ------- |
| Saison / Classement | Saison / Classement | Class.  | Points  | Class.   | Points   | Class.  | Points  | Class.       | Points       | Class. | Points | Class.  | Points  |
| 2011                | 2011                | 109e    | 35      | 33e      | 37       | -       | -       | -            | -            | -      | -      | 53e     | 2       |
| 2012                | 2012                | 42e     | 216     | 15e      | 212      | 58e     | 4       | -            | -            | -      | -      | -       | -       |
| 2013                | 2013                | 77e     | 72      | 30e      | 69       | 50e     | 3       | -            | -            | -      | -      | -       | -       |
| 2014                | 2014                | 97e     | 31      | 39e      | 22       | 43e     | 9       | -            | -            | -      | -      | -       | -       |
| 2015                | 2015                | 73e     | 81      | 25e      | 81       | -       | -       | -            | -            | -      | -      | -       | -       |
| 2016                | 2016                | 81e     | 88      | 28e      | 88       | -       | -       | -            | -            | -      | -      | -       | -       |
| 2017                | 2017                | -       | -       | -        | -        | -       | -       | -            | -            | -      | -      | -       | -       |
| 2018                | 2018                | 88e     | 49      | 32e      | 39       | 42e     | 10      | -            | -            | -      | -      | -       | -       |
| 2019                | 2019                | 52e     | 147     | 17e      | 129      | 42e     | 18      | -            | -            | -      | -      | -       | -       |
| 2020                | 2020                | 115e    | 29      | 39e      | 29       | -       | -       | -            | -            | -      | -      | -       | -       |

### Championnats du monde junior
| Épreuve / Édition        | Descente | Super G | Slalom géant | Slalom | Combiné |
| Mondiaux 2007 Altenmarkt | 23e      | 27e     | -            | -      | -       |

### Coupe nord-américaine
- 2 podiums.

### Championnats du Canada
- Champion du super G en 2014.